# Assimil
Assimil è una casa editrice fondata nel 1929 dal pedagogista francese Alphonse Chérel, specializzata nella produzione di libri per l'apprendimento delle lingue.

## Storia
L'azienda fu fondata da Alphonse Chérel, un pedagogista francese poliglotta che aveva sviluppato un metodo per l'apprendimento delle lingue basato sull'assimilazione naturale della lingua che avviene da bambini. Il primo libro pubblicato fu L'inglese senza sforzo (L'anglais sans peine), inizialmente solo in francese, ma seguito presto dalle versioni in tedesco, spagnolo, italiano e russo. Successivamente per ciascuna di queste lingue pubblicò una versione Senza sforzo, seguita dalla traduzione nelle altre lingue. Dal 1933 al libro sono associate una serie di registrazioni nella lingua interessata, (dapprima su vinile, successivamente su musicassetta, CD e infine chiavetta USB).
Nel dopoguerra segue la pubblicazione di Il portoghese senza sforzo, anch'esso tradotto nelle altre lingue. Dopo la morte del fondatore, avvenuta nel 1956, il figlio Jean-Loup ne prende le redini fino al 2007, anno in cui si dimette in favore del figlio Yannick.

## Collane
- Senza sforzo
- Perfezionamenti
- Affari
- Quaderni
- Guide di conversazione
- Obiettivo lingue